# Shirakiopsis aubrevillei
Shirakiopsis aubrevillei là một loài thực vật có hoa trong họ Đại kích. Loài này được (Leandri) Esser mô tả khoa học đầu tiên năm 2000.